# Home (Pensilvania)
Home es un área no incorporada ubicada en el condado de Indiana en el estado estadounidense de Pensilvania.

## Geografía
Home se encuentra ubicado en las coordenadas 40°44′22″N 79°6′22″O / 40.73944, -79.10611. 

## En la cultura popular
La ciudad se hizo famosa por ser el escenario de un episodio de la serie de televisión Expediente X titulado "Home" que se emitió originalmente el 11 de octubre de 1996. En el episodio, Home es representado como un idílico pueblo nublado por una solitaria familia local con un oscuro secreto. Aunque el episodio se ambientó en la pueblo, en realidad se filmó cerca de las ciudades canadienses de Fort Langley y Surrey, en la Columbia Británica.